# Othon Ier de Scheyern
Pour les articles homonymes, voir Othon Ier.
Othon Ier, né vers 1020 et mort le 4 décembre 1072, est comte de Scheyern en Bavière. Il est l'ancêtre de la maison de Wittelsbach, le premier à partir duquel la filiation peut être vérifiée.

## Biographie
L'origine familiale d'Othon n'est pas claire. Une théorie veut qu'il soit le fils cadet du comte Henri Ier de Schweinfurt († 1043), comte à Pegnitz et Weissenbourg, et d'une fille de Cunon Ier, comte d'Altdorf ; mais il pourrait également être le fils d'un certain Othon Ier, d'où parfois sa désignation sous le nom d'Othon II de Scheyern. Selon la tradition, il aurait dû succéder en 1026, au duc Henri V de Bavière, suite à sa mort sans descendance, mais le roi Conrad II le Salique accorda le fief à son fils Henri III.
Les premiers documents dans lesquels Othon apparaît datent de 1045. Vers 1047, l'un d'entre eux le désigne en tant que bailli de l'évêché de Frisingue, puis vers 1060 comme bailli de la cathédrale de Freising. Un document de 1073 le désigne par ailleurs comme Comes de Skyrun, c'est-à-dire comte de Scheyern, jure uxoris (en complément à suo jure), à la suite de son second mariage.
Othon Ier meurt le 4 décembre 1072 au cours d'un pèlerinage à Jérusalem. Il est enterré dans un premier temps à Fischbachau avec sa deuxième femme, avant que ses ossements ne soient déplacés à Scheyern.
Il épouse en premières noces une comtesse de Reichersbeuern, sœur du comte Meginhard, en Saxe, puis, en secondes noces en 1057, Haziga († 1104), sans doute la fille du comte Frédéric II de Diessen et d'Hadamut d'Eppenstein. Trois enfants naissent de ces deux mariages :
- Othon II († 1er avril 1110), comte de Scheyern (du premier ou du second mariage) ;
- Bernard Ier († 2 mars 1102), comte de Scheyern (du premier ou du second mariage), moine bénédictin au monastère de Fischbachau, préfet de Freising de 1075 à 1090, prieur du monastère de Tegernsee et de 1095 jusqu'à sa mort, bailli de Weihenstephan. Certaines sources lui attribuent un mariage avec Luitgarde de Württemberg, sœur de Conrad de Württemberg, fondateur de la dynastie du même nom ;
- Ekkehard Ier, comte de Scheyern (du second mariage).

Il a également un quatrième enfant, Arnoult († 1123), comte de Scheyern et comte de Dachau, né soit du second mariage de son père, soit d'une relation extra-conjugale. Il aurait reçu ce prénom de son oncle maternel et fondé la branche secondaire des comtes de Scheyern-Dachau(-Valley). À partir de 1104, il devient titulaire du comté de Dachau par son mariage avec Béatrice de Reipersberg, qui en est l'héritière. Ils ont plusieurs enfants, dont des ducs de Méranie, mais cette lignée s'éteint en ligne masculine au XIIIe siècle.
Othon est l'arrière-grand-père d'Othon IV de Scheyern qui est le premier duc de la dynastie des Wittelsbach sous le nom d'Othon Ier à partir de 1180. Les ducs et rois de Bavière, Élisabeth de Wittelsbach, les actuels princes de Bavière sont les descendants directs d'Othon Ier de Scheyern.
Ses os reposent dans l'église de l'abbaye de Scheyern, fondée en 1124 au lieu du château de Scheyern.